# Speocyclops cinctus
Speocyclops cinctus – gatunek widłonoga z rodziny Cyclopidae. Nazwa naukowa tego gatunku skorupiaków została opublikowana w 1983 roku przez ukraińskiego zoologa Władysława Monczenkę.